# Мануковская, Римма Афанасьевна
Римма Афанасьевна Мануко́вская (1925—2003) — советская театральная актриса. Народная артистка РСФСР (1979). Лауреат Государственной премии РСФСР им. К. С. Станиславского (1974).

## Биография
Родилась 12 февраля 1925 года в Царицыне (ныне Волгоград). Училась в Институте иностранных языков в Харькове. Окончила там же Театральный институт (1950, курс А. Г. Крамова), работала в ХРДТ имени А. С. Пушкина. С 1955 года в ВАТД имени А. В. Кольцова. Исполняла роли героинь высоких трагедий и остросоциальных комедий, классических персонажей, женщин-современниц.
Актриса большого диапазона, была востребована в самые разные времена жизни Воронежского театра, сменявшиеся здесь главные режиссёры всегда «делали ставку» на актрису, зная, что её талант поможет максимально раскрыть образ как классический, так и современный.
На протяжении многих лет занималась общественной работой, в 1970-х годах два срока возглавляя Воронежскую организацию ВТО, была членом правления Центрального совета ВТО.
В 1993 году Театр наций организовал гастрольную поездку Р. А. Мануковской (Москва, Харьков, Самара) в цикле программы «Национальное достояние России».
Умерла 24 мая 2003 года. Похоронена в Воронеже на Коминтерновском кладбище.

## Роли в театре
- 1956 — «От Полтавы до Гангута» И. Л. Сельвинского — София Питт
- «Барабанщица» А. Д. Салынского — Нила Снежко
- «Чайка» А. П. Чехова — Нина Михайловна Заречная
- «Власть тьмы» Л. Н. Толстого — Анисья
- «Обрыв» И. А. Гончарова — Вера Васильевна
- «Игрок» Ф. М. Достоевского — Полина
- «Оптимистическая трагедия» В. В. Вишневского — Комиссар
- «Укрощение строптивой» Шекспира — Катарина
- «Отелло» Шекспира — Дездемона
- «Ромео и Джульетта» Шекспира — Джульетта
- «Хитроумная влюблённая» Лопе де Вега — Фениса
- «Средство Макропулоса» К. Чапека — Эмилия Марти
- «Волки и овцы» А. Н. Островского — Глафира Алексеевна
- «Бесприданница» А. Н. Островского — Лариса Дмитриевна Огудалова
- «Бешеные деньги» А. Н. Островского — Лидия Юрьевна Чебоксарова, Надежда Антоновна Чебоксарова
- «Резвые крылья амура…» по пьесе А. Н. Островского «Волки и овцы» — Меропа Давыдовна Мурзавецкая
- «Мария Стюарт» Ф. Шиллера — Мария Стюарт
- «Мария Тюдор» В. Гюго — Мария Тюдор
- «Хроника одного дня» Г. Б. Дроздова и Э. И. Пашнева
- «Странная миссис Сэвидж» Дж. Патрика — миссис Сэвидж
- «Коломба» Ж. Ануя — мадам Александра
- «Канары — это в Испании, мама!» по пьесе Н. М. Птушкиной «Пока она умирала» — Софья Ивановна
- «Все в саду» Э. Олби — миссис Туз

## Фильмография
- 1953 — Судьба Марины — Женя, корреспондент областной газеты
- 1973 — Ищу человека — Валентина Дмитриевна Рудакова
- 1977 — Белый Бим Чёрное ухо — мать Толика

## Награды и премии
- Заслуженная артистка РСФСР (08.10.1962)
- Народная артистка РСФСР (16.05.1979).
- Государственная премия РСФСР имени К. С. Станиславского (1974) — за спектакль «Хроника одного дня» Э. И. Пашнева и Г. Б. Дроздова, поставленный на сцене Воронежского АТД имени А. В. Кольцова
- орден «Знак Почёта» (1967)
- главный приз на Всероссийском фестивале «Актёрские звёзды России» (1991) — за роль мадам Александры в «Коломбе» Ж. Ануйя)
- приз имени Ф. Г. Раневской на фестивале «Русская комедия» (1994; Ростов-на-Дону) — за роль Мурзавецкой в спектакле «Резвые крылья Амура» по пьесе А. Н. Островского «Волки и овцы»
- «Золотая Маска» в номинации «За честь и достоинство» (1998)

## Память
- На доме № 2 по улице Феоктистова в Воронеже, где жила актриса, в 2004 году установлена мемориальная доска[1][2].